# Dirphia walkeri
Dirphia walkeri är en fjärilsart som beskrevs av Eugène Louis Bouvier 1930. Dirphia walkeri ingår i släktet Dirphia och familjen påfågelsspinnare. Inga underarter finns listade i Catalogue of Life.